# Zápisky Malta Lauridse Brigga
Zápisky Malta Lauridse Brigga (německy Die Aufzeichnungen des Malte Laurids Brigge) je částečně autobiografický a zároveň jediný román pražského německého básníka Rainera Maria Rilkeho vydaný v roce 1910.

## Popis
Román má formu deníkových zápisků mladého dánského básníka Malta Lauridse Brigga žijícího v Paříži. V době, kdy autor začal v roce 1904 psát román, pobýval také v Paříži. Zápis je expresionistický, nicméně jsou zde také patrny prvky impresionismu Paula Cézanna nebo Augusta Rodina. Dílo je také ovlivněno protikřesťanským názorem Friedricha Nietzscheho, s kterým se autor seznámil přes Lou Andreas-Salomé.
Básník v díle řeší některá existenciální témata, jako je pozice smrti ve společnosti, život, nemoci, úzkost, osamocení, chudobu, význam umění apod. Román se stal jedním z inspirativních děl Nevolnosti od Jeana-Paula Sartra.